# Kuna croata
O kuna ou, na sua forma aportuguesada, cuna (plural em português: kunas ou cunas), oficialmente kuna ou cuna croata, foi a moeda oficial da Croácia, que adotou o euro em 1 de janeiro de 2023. A unidade divisional do kuna é a lipa: 100 lipas perfazem 1 kuna. O código ISO 4217 para o kuna é HRK. 
A palavra kuna significa "marta" em croata; a palavra lipa quer dizer "tília". O nome da moeda croata refere-se, portanto, ao antigo uso de peles de marta como unidades de valor no comércio medieval e não tem relação com as diversas moedas chamadas koruna.
O kuna foi criado em junho de 1994 após a independência da Croácia, em substituição ao dinar iugoslavo. Durante um período de transição, no início dos anos 90 até 1994, circulou na Croácia o dinar croata, abolido após a criação da kuna.
O kuna é gerenciado pelo Banco Nacional da Croácia e é cunhado pelo Instituto Monetário da Croácia.
1€ são 7,53 Kunas.